# ETCS

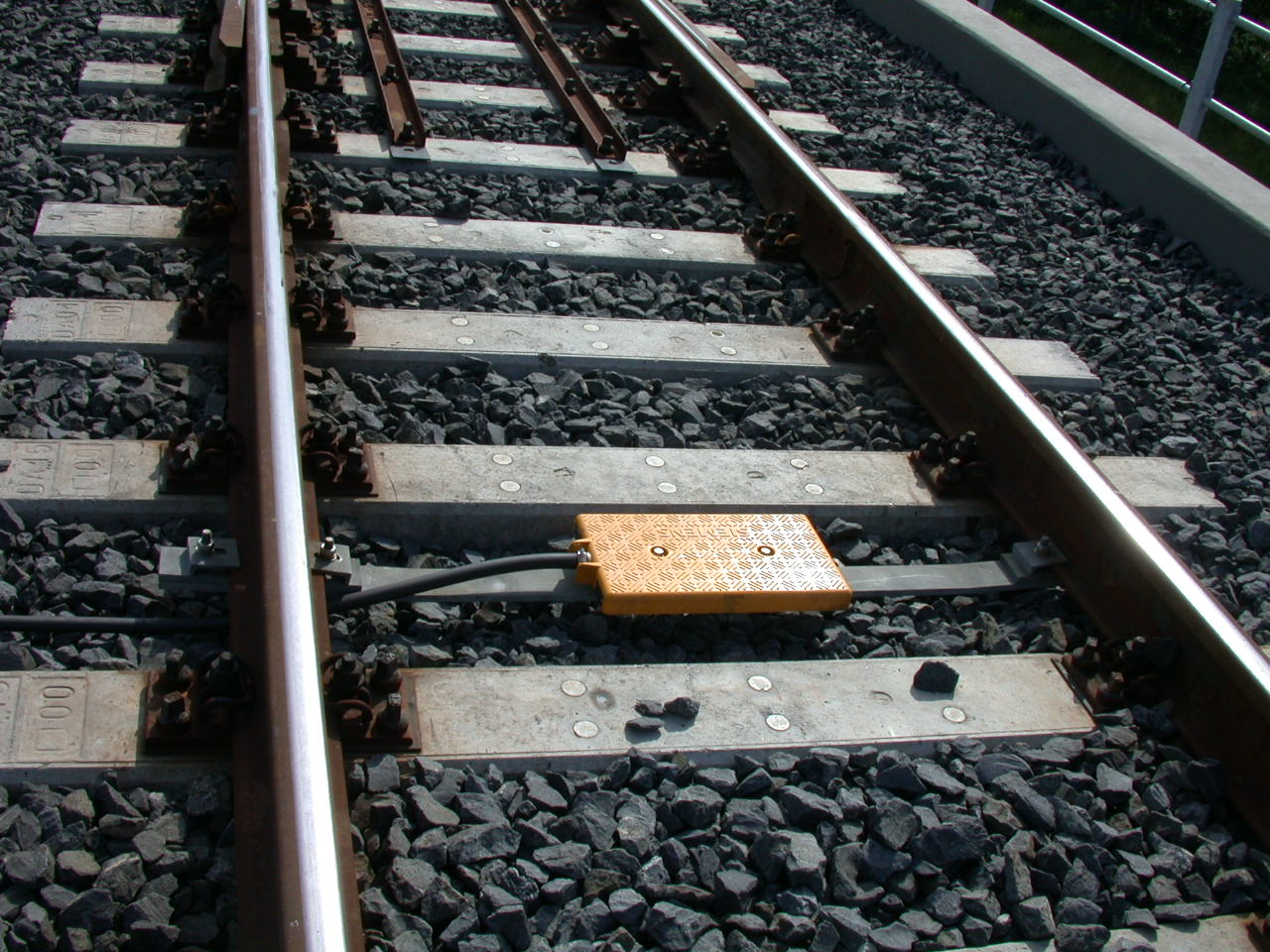
ETCS Eurobalíz

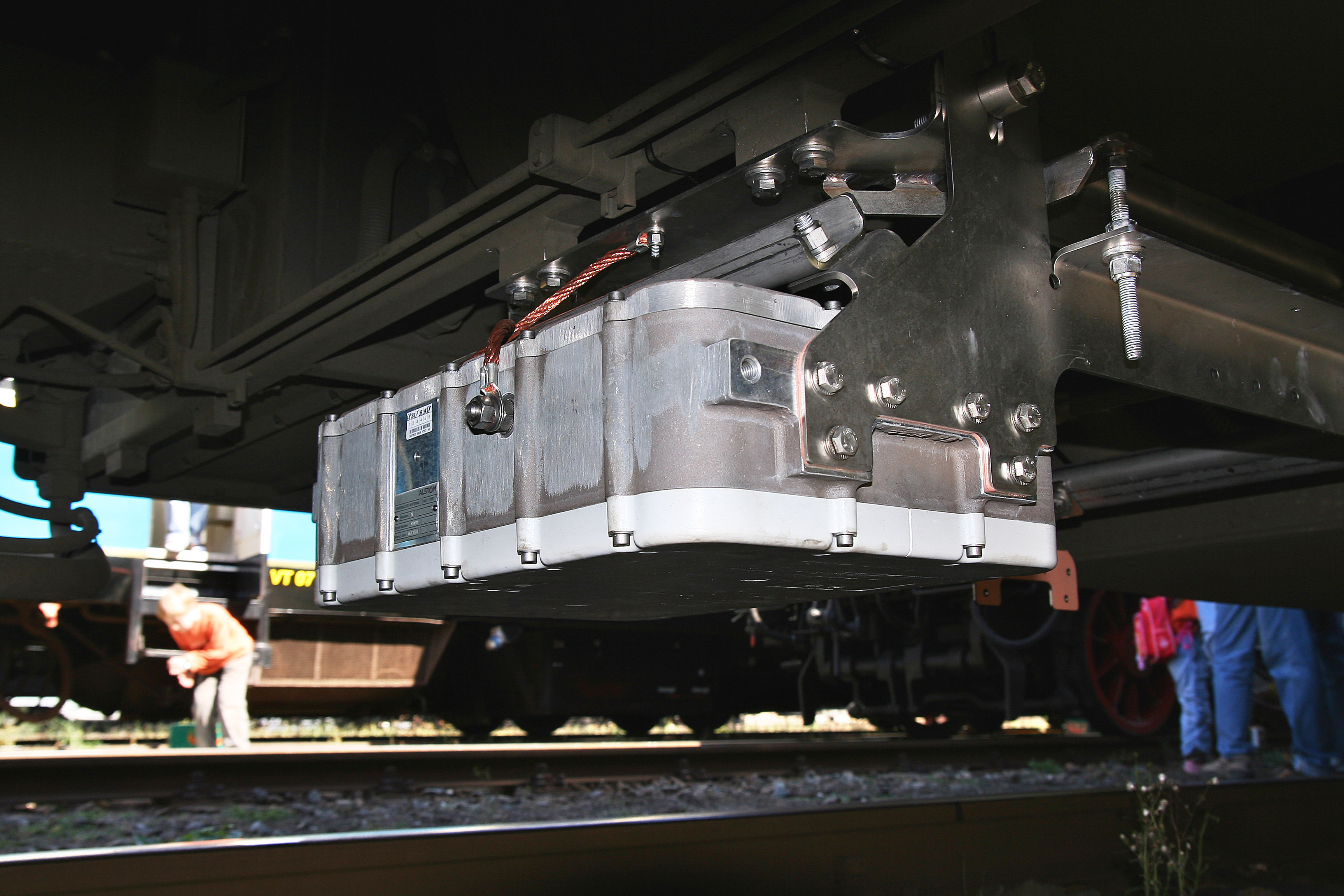
A mozdony aljára szerelt BTM-antenna (Balise Transmission Module, am. Balíz Kommunikációs Egység)

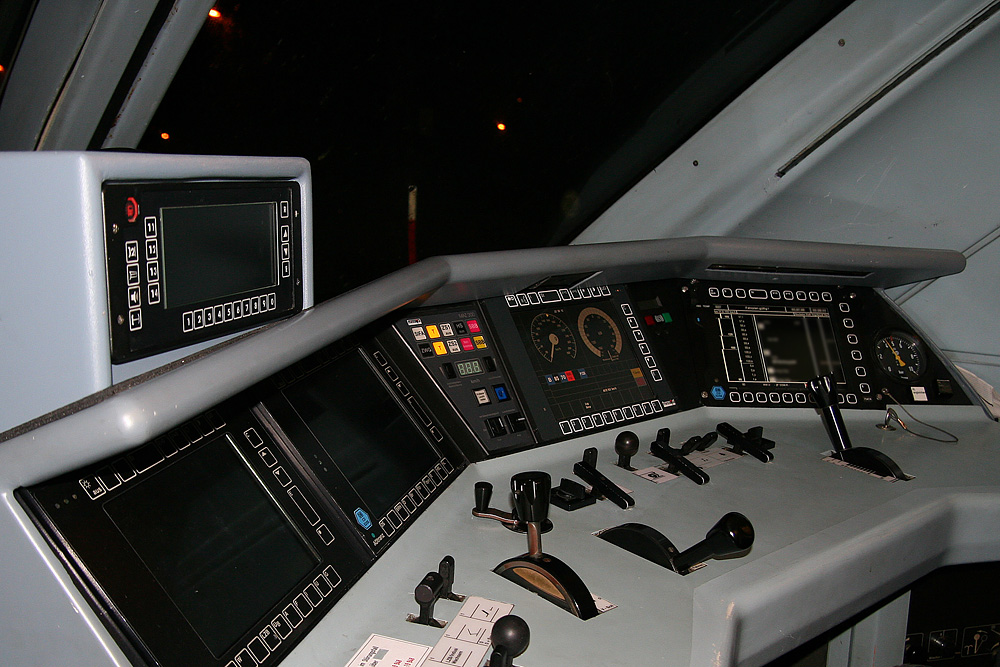
ETCS-kijelző a vezetőállásban

Az Európai Vonatbefolyásoló Rendszer (angolul European Train Control System, ETCS) az alapvető funkcióit tekintve egy vonatbefolyásoló rendszer. Az ETCS elsődleges feladata a vonatok közlekedésének felügyelete, a vasúti forgalom biztonságának a legkülönbözőbb üzemi helyzetekben történő garantálása. Ha a mozdonyvezető a rendszer figyelmeztetése után nem csökkenti a sebességet megfelelő mértékben, amikor a sebesség túl magas, illetve amikor a vonat egy „megállj!” vagy egy sebességcsökkentésre utasító jelző felé közelít, automatikusan bekapcsolja az üzemi féket, és ha szükséges a vészféket is.
Az ETCS mint az Európai Vasúti Közlekedésirányítási Rendszer (European Railway Traffic Management System, ERTMS) „biztonsági lába” elsősorban a vonatbefolyásolással kapcsolatos funkciókat és eljárásokat foglalja magába, de fontos megemlíteni, hogy az ETCS – szerteágazó szolgáltatásai lévén – túlmutat a hagyományos értelemben vett vonatbefolyásoló rendszereken, és a vasúti közlekedés biztonságát szinte minden téren igyekszik szavatolni. A gyakorlatban ez azt jelenti, hogy a rendszer nem csupán a járművek sebességét felügyelheti, hanem például személyszállító vonatok esetében az ajtók helyes nyitását és zárását is, de akár különböző külső rendszerek riasztási információinak feldolgozására is képessé tehető. Bizonyos többletszolgáltatásai pedig kifejezetten a szolgáltatásminőség fejlődését célozzák meg.
Az ETCS-t úgy fejlesztették ki, hogy kiépítése a vonatközlekedés különösebb zavarása nélkül is lehetséges legyen. Ennek egyik következménye, hogy a rendszert fokozatosan lehet bevezetni, nem szükséges azonnal minden járművet és az összes pályaszakaszt egyszerre alkalmassá tenni a használatára. Az ETCS az átmeneti időszakban – speciális egységek alkalmazásával – együtt használható a már meglévő rendszerekkel. Ez persze azt is jelenti, hogy a fedélzeti rendszereknek „meg kell érteniük” a különböző, helyi vonatbefolyásoló rendszerek jeleit is.
Az ETCS rendszer feltételezi a hagyományos értelemben vett állomási és vonali biztosítóberendezések meglétét. Mindamellett olyan változat is lehetséges, amelyiknél a biztosítóberendezések számos funkcióját maga az ETCS rendszer valósítja meg. Erről a szinteket bemutató fejezetben olvashat bővebben.

## ETCS-szintek

### ETCS 0-s szint
A három alapszint mellett a 0-s szint kifejezést használjuk, amikor ERTMS/ETCS-fedélzetiberendezéssel felszerelt vonat olyan pályán halad, amelyen (még) nincs ERTMS/ETCS telepítve, a meglévő rendszer pedig – ha van ilyen – nincs illesztve. Használatos továbbá akkor, amikor csupán sebességkorlátozási információkat adnak fel a balízok.
0-s szinten a menetengedélyt a mozdonyvezető a pályamenti jelzőktől kapja. A fedélzeti berendezés felügyelete csak a vonat abszolút maximális sebességére és a vonalon engedélyezett legnagyobb sebességre terjed ki.
A vonatintegritás ellenőrzését a meglévő rendszerek (sínáramkörök, tengelyszámlálók, biztosítóberendezések) végzik, az ETCS hatásköre ez esetben erre nem terjed ki. 0-s szinten tehát nem beszélhetünk ETCS szerinti pálya–jármű-átvitelről, eltekintve a szintátmenetet jelző és néhány speciális parancsot küldő balíztól. Minden egyéb esetlegesen vett üzenet visszautasításra kerül.
Ennél fogva felügyeleti információk sem jelennek meg a DMI kijelzőjén, kivétel ez alól a mozdonyvezető külön kérése esetén ideiglenesen megjeleníthető legnagyobb megengedett sebesség, amely biztonsági okból nem kerül állandóan kijelzésre (téves biztonságérzet). Az aktuális sebességet a DMI ebben az esetben is folyamatosan mutatja.
A vonatadatokat mindazonáltal induláskor meg kell adni, hogy a vonatnak ne kelljen megállnia az ETCS-felszereltségű szintre történő átmenetnél, továbbá azért, hogy legalább a maximális sebességet felügyelni lehessen.

### ETCS STM szint
Az STM az angol Specific Transmission Module kifejezés rövidítése, mely speciális átviteli egységet jelent. Ez a rendszer egy kiegészítő modulja, melynek feladata a visszafelé kompatibilitás biztosítása, hogy a már korábban létesített vonatbefolyásoló rendszerek információi is használhatóak legyenek az ERTMS/ETCS-fedélzetiberendezés által, míg az egységesítés be nem fejeződik az összes vonalon.
Ekkor az ERTMS/ETCS-fedélzetiberendezéssel felszerelt vonat olyan pályán halad, amelyen nem ERTMS/ETCS-rendszer üzemel, de a telepített rendszer egy interfészen keresztül illesztve van.
A vonatbefolyásolás információit a pályaoldalon generálja a nemzeti vonatbefolyásoló rendszer, amely azután a meglévő rendszer kommunikációs csatornáin (pl. sínáramköri vevőantenna) a vonatra jut. Az illesztett STM modul segítségével az információ ezután a fedélzeten átalakításra kerül; az ETCS rendszer értelmezi, feldolgozza és megjeleníti azt, valamint szükség esetén beavatkozik.
A pályamenti optikai jelzőkre szükség lehet, vagy el is hagyhatók, attól függően, hogy milyen a meglévő nemzeti rendszer megjelenése és funkcionalitása. A felügyelet elérhető biztonsági szintje a meglévő rendszer szintjéhez hasonló!
A vonatérzékelés és vonatvédelem itt is az ETCS-en kívüli berendezések feladata. A mozdonyvezető számára megjelenített információk minősége és mennyisége szintén a nemzeti rendszer funkcionalitásától függ. Az aktív STM-típus neve mindig megjelenik, így például Magyarországon a már említett STM-HU berendezés esetén a DMI az EVM betűszót mutatja.
Ekkor is szükséges az összes vonatadat megadása, hogy a vonatnak ne kelljen megállnia szintátmenetnél és, hogy a maximális sebesség felügyelhető legyen.

### ETCS 1-es szint

Az ETCS 1-es szint működése

Az ETCS rendszer 1-es kiépítettségi szintje a hagyományos fogalmaink szerint a pontszerű vonatbefolyásolásnak felel meg. A pálya-jármű irányú információátvitel a vasúti pálya meghatározott helyeinél telepített balízoknál, illetve balízcsoportoknál – információs pontoknál – történik. Ebből a szempontból kiindulva egy adott vasút jelenlegi biztosítóberendezési, jelzési rendszere fontos szerepet játszik, hiszen ETCS 1-es szinten a fedélzeti berendezés képernyőjén megjelenő információ (legalább egy előre meghatározott távolságra) meg kell, hogy feleljen a pályamenti jelzők jelzési képeinek – azokkal konzisztens kell, hogy legyen. Így tehát a jelfeladási pontok erősen ehhez a biztosítóberendezési bázishoz kötődnek, a pontszerű rendszer (csak) mintegy ráépül erre.
Az egyes szint tehát megőrzi a hagyományos pályamenti jelzőket, azaz az országspecifikus jelzési rendszer ekkor még megmarad, s az ETCS alapesetben csak mint a meglévő jelzési rendszer kiegészítője jelenik meg. Rádiós lefedettség nem szükséges és valamennyi alapvető kommunikáció megvalósítható a balízokkal. A jelzési adatot a pályaoldali elektronikus egységek (Lineside Electronics Unit, LEU) szolgáltatják a balízoknak. A változó adatok átvitele a járműre szabványosított táviratokkal történik a vezérelhető balízok segítségével. Az információátvitel 1-es kiépítési szint esetén jellemzően csak egyirányú lehet, így csak a pályamenti alrendszer adhat információkat a fedélzeti berendezés részére. Fontos megjegyezni, hogy 1-es szinten a pályamenti berendezések nem azonosítják, hogy éppen melyik vonatnak küldik az információt (kivételt képez a rádiós infill)!
Az ETCS rendszer 1-es kiépítettségi szintje esetén a vonatok forgalmának szabályozása normál üzemi körülmények között alapvetően a helyhezkötött jelzők által adott parancsokra épül. A mozdonyvezető megfigyeli a jelzők jelzéseit és annak megfelelően kell, hogy szabályozza a haladási sebességet.
Az ETCS rendszernek üzemszerűen nem kell beavatkoznia, csupán a fedélzeti berendezés kezelői felülete által adott információkkal kell a mozdonyvezetőt támogatnia. Az ETCS részéről beavatkozás csak akkor szükséges, ha a mozdonyvezető nem a helyhezkötött jelzők által adott jelzéseknek, illetve nem az egyéb módon adott – pl. a lassújelekkel kapcsolatos, vagy a forgalmi szolgálattevők által gépi úton beadott – utasításoknak megfelelően vezeti a vonatot.
Az ETCS rendszernek lehetővé kell tennie, hogy az üzemszerű esetekben az új információknak a fedélzeti berendezés kezelői felületén történő megjelenítése után a mozdonyvezetőnek a szükséges beavatkozás megtételére a rendszer funkcionális feltétfüzetében meghatározott idő rendelkezésére álljon.
A fentiekből következik, hogy ETCS 1-es szinten balízokat elsősorban a helyhezkötött jelzők közelében, a jelzők előtt kell telepíteni. A balízokat a jelző előtt úgy kell elhelyezni, hogy a jelző előtt esetleg megálló vonat mozdonyának vevő antennája még ne vegye a balízok által adott információkat, illetve ne lépjen be a balízok és a jelző közötti szakaszra. E feltételek teljesítése érdekében az alapirány szerinti balízokat (még pontosabban a balízcsoporthoz tartozó első balízt) célszerű a jelzőhöz minél közelebb elhelyezni. A balízok elhelyezésénél be kell tartani az egységes rendszerre vonatkozó utasításokat (elsősorban a balízok elhelyezésére vonatkozó előírásokat).
E kiépítési szinten általában rendkívüli szerep jut az STM modulnak, hiszen jelen esetben az alapot még a nemzeti (vonatbefolyásoló) berendezések nyújtják, amelyekkel az együttműködőképességet az STM modul teremti meg. Segítségével az ETCS-felszereltségű járművek is képesek a nemzeti információikat felhasználni.
Összefoglalva: az ETCS 1-es szint jellemzője, hogy a rendszer feltételezi a hagyományos értelemben vett állomási és vonali biztosítóberendezések meglétét. A vonatközlekedés aktuális forgalmi helyzetnek megfelelő szabályozása alapvetően a helyhezkötött jelzők jelzéseire épül. A vonatok követési rendjét, a vonal átbocsátóképességét a fix térközök határozzák meg. A foglaltság és a vonatvég-vonategység ellenőrzését a – meglévő vagy újonnan épülő – hagyományos biztosítóberendezések végzik. A pálya–jármű-kapcsolat egyirányú, az információátvitelt főleg pontszerű elemekkel, fix és vezérelhető balízokkal valósítják meg. Az információátvitel adattáviratok segítségével történik, így a menetengedélyek adása is, ahol a menetengedélyek tartalmát a pályamenti alrendszer határozza meg.

#### Az 1-es szinthez köthető feladatkörök (nem csak az ETCS-feladatkörökre vonatkoztatva)
Főbb fedélzeti funkciók:
- A mozgási engedélyek és pályakarakterisztika fogadása (ETCS);
- Statikus sebességprofilok és távolságok kezelése (ETCS);
- A legkorlátozóbb érték kiválasztása a különböző engedélyezett sebességek közül (ETCS);
- Dinamikus sebességprofil számítása, figyelembe véve a vonat futási karakterisztikáját (ETCS);
- Az aktuális és az engedélyezett sebesség összehasonlítása, a fékberendezés működtetése, amennyiben szükséges (ETCS);
- A vezető tájékoztatása, információellátás (ETCS).

Főbb pályamenti funkciók:
- A mozgási engedély meghatározása a hagyományos jelzési és biztosítóberendezési rendszer alapján (ETCS);
- A mozgási engedély és az infrastruktúra adatok átvitele a vonatra (ETCS);
- Biztosítóberendezési funkciók a berendezések vezérléséhez (pl. váltók, jelzők);
- Központi irányítási funkciók, hálózatmenedzsment.

Ily módon a vasútüzemeltető a biztonsági szint növelésével modernizálhatja hálózatát, megtartva a lehetőségét, hogy a későbbiekben különösebb technikai probléma nélkül továbbfejleszthesse hálózatát az ETCS magasabb szintjeire – upgrade lehetőségek.

#### Az 1-es szint korlátai
Észrevehető viszont, hogy az ETCS 1-es szintjén milyen messze vagyunk még a „tökéletes megoldástól”. Nézzük azt az esetet, amikor a vonat vörös jelzőhöz közelít, majd megáll. A mozdony vevői nem érik el a jelző melletti (a következő jelzőre vonatkozó) balízcsoport első balízát. Amikor azután a jelző továbbhaladást engedélyezőre vált, e tényen kívül semmi sem történik (kitöltést nem tételezünk fel). A mozdonyvezető erről továbbra is csak a jelzőt figyelve kaphat információt. Hiába érzékeli a LEU és így a vezérelhető balíz az új jelzési képet, a mozdonyra ez az információ még nem jut fel, következésképpen a DMI-on sem jelenik meg semmilyen friss információ. Emiatt példának okáért a pontszerű hagyományos vonatbefolyásoló rendszert alkalmazó finn vasutak a vörös jelzőhöz közelítés sebességét 55 km/h-ban maximálták, azaz ezen ún. oldási sebességérték alatt a mozdonyvezető megközelítheti a jelzőt, természetesen feltételezve, hogy az időközben továbbhaladást engedélyező állapotba került.
Fontos megemlíteni, hogy ebben az esetben a folyamatba mindenképpen belépett az ember, a maga mintegy 3•10−2 hibarátájával. Azaz minden 100 cselekvéséből átlagosan 3-at véletlenül elhibáz. Tehát csak a mozdonyvezető figyelmére van bízva, hogy észlelve a továbbhaladást engedélyező jelzési képet, a vonatot a balízig az oldási sebességérték alatt elvezesse, ellenkező esetben viszont ne oldja 55 km/h-nál a fékeket.
Meg kell még említeni a sebességkorlátozást is, tekintettel arra, hogy a rendszer függ a hagyományos jelzőktől. Így a legnagyobb megengedett sebesség függ a jelzők közti távolságtól is (térköz hossza). Ez pedig az ETCS 1-essel felszerelt vonalakon a legjobb esetben is csak 160 km/h.
Ennél talán még rosszabb a helyzet olyankor, ha speciális (ritka/felelősséget teljesen áthárító) nemzeti jelzés jelenik meg, például Magyarországon a vörös fény alatt kigyullad a fehér Hívójelzés.
Ahhoz, hogy a mozdony ETCS-formátumú üzenetet kaphasson, el kellene érnie a balízt. Ha belegondolunk a 75 Hz-es jelfeladás feltételezése sem segít sokat a helyzeten. Mert még a MÁV ugyan előírhatja az STM-HU telepítését valamennyi ETCS-felszereltségű (saját) mozdonyára, azonban erre senki mást kötelezni nem lehet.
Ne felejtsük el, hogy a rendszer lényege éppen abban áll, hogy ne kelljen számtalan drága berendezést a mozdonyokba telepíteni, vagy személyzetcseréket végrehajtani. Így az adott ország jelzéseinek ismerete továbbra is alapkövetelmény, és ez kötelezően elő is van írva minden országban. Az interoperabilitás tehát személyzeti vonatkozásban (is) komoly aggályokat vet fel az 1-es szinten.
Ezért fontos megemlíteni, hogy az egyes szint a maga nemében hasznos és biztonságot növelő, de valójában csupán egy lépcsőfoknak tekinthető a további fejlesztésekhez és a működési interoperabilitáshoz vezető úton, amelyek feltételezik az állandó és folyamatos ETCS-rendszerű információátvitelt – a GSM-R-t.

### ETCS 2-es szint

Az ETCS 2-es szint működése

A 2-es szint – ahogy az első is – alapesetben a hagyományos biztosítóberendezésen alapul, ahol a vonatérzékelés sínáramkörökkel vagy tengelyszámlálókkal történhet. Azonban a mozgási engedélyeket nem szükséges a pályára „kivinni” a balízzal történő átvitelhez, hanem ezt a „pályától” nyert biztosítóberendezési és ETCS-specifikus adatokra alapozva a már említett RBC (Radio Block Center – Rádiós Irányítóközpont) kezeli és juttatja el a vonatokhoz a GSM-R kommunikációs rendszeren keresztül. Alapesetben a pályaadat is az RBC-n keresztül jut a vonatra, jóllehet ahol útválasztási lehetőség nincs, ott balízokkal is egyszerűen megoldható ez a funkció. A balízok szerepe mindemellett ezen a szinten már leginkább csupán arra korlátozódik, hogy a vonat behatárolja vele pozícióját a pályaadatokhoz és a mozgási engedély végéhez képest, azaz a balízok mint egyfajta elektronikus kilométerkövek, referenciapontok foghatók fel.
A fedélzeti berendezés mindig egy meghatározott balízcsoporthoz viszonyítja helyzetét, ahhoz képest számolja a távolságokat, kezeli a lokális adatokat. Ezzel kapcsolatban be kell vezetnünk egy újabb fogalmat: az utolsó meghatározó balízcsoportét (Last Relevant Balise Group – LRBG). Alapesetben, ha a láncolási információ ismert a fedélzeten, akkor az utolsónak meghaladott és hibátlanul olvasott láncolt balízcsoport az LRBG.
Amikor a láncolási információ nem áll rendelkezésre a fedélzeti berendezésben (pl. mozdony élesztése után), akkor az LRBG az első elért és hibátlanul olvasott balízcsoport. Az LRBG tehát egyfajta közös vonatkoztatási pont a vonat és a pálya között 2/3-as szinten. Segítségével az odométer pillanatnyi kerékcsúszások/kipörgések miatti pontatlansága is azonnal korrigálható, amint a vonat meghalad egy láncolt (ismert pozíciójú) balízcsoportot. A fentiekből értelemszerűen következik, hogy érvényes láncolási információk mellett egy nem láncolt balízcsoport sosem lehet meghatározó balízcsoport.
A vasút üzemeltetője adott esetben eltekinthet a pályamenti jelzőberendezések nagy részétől, így az infrastruktúraköltségek csökkenthetők. Megtartásuk mellett szólhat ugyanakkor, hogy ebben az esetben visszaesési szintként szolgálhatnak, illetve a hagyományos rendszerű vonatok továbbra is egyszerűen közlekedtethetők. Fontos különbség az 1-es szinthez képest, hogy ezen a szinten a pályaoldal (RBC) egyértelműen azonosít minden egyes vonatot, annak egyedi azonosítója alapján.
Az üzemi határfeltételek túlnyomó többségét a biztosítóberendezés hatókörzetébe tartozó foglaltsági szakaszok határozzák meg. Durván fogalmazva, minden egyes szakaszhatárt az ETCS szempontjából virtuális jelzőként kell felfogni. Ez egyébként vonatkozik mind az 1-es, mind a 2-es szintre. Fontos megemlíteni, hogy a 2-es szinten is fix térközök vannak, az 1-es szinthez képest a legfontosabb előrelépés a folyamatos, kétirányú – rádiós – adatátvitelben van. Ugyanakkor az ETCS-térközhosszak lehetnek az adott esetben eddig alkalmazott hossznál jóval nagyobbak is. Például a mai MÁV 75 Hz-es térközök esetén az adó-vevő távolsága maximum 1500–1800 méter lehet a négypólus impedanciájából adódó csillapítás miatt, holott a mai és a becsülhető távlati forgalom mellett ez több helyen nem indokolt.

#### A 2-es szinthez köthető feladatkörök (nem csak ETCS-funkciók)
Főbb fedélzeti funkciók:
- A legkorlátozóbb érték kiválasztása a különböző engedélyezett sebességek közül (ETCS);
- Dinamikus sebességprofil számítása, figyelembe véve a vonat futási/fékezési karakterisztikáit (ETCS);
- Az aktuális és az engedélyezett sebesség összehasonlítása, a fékberendezés működtetése, amennyiben szükséges (ETCS);
- A vezető tájékoztatása, információellátás (ETCS);
- A vonat fogadja a balízinformációkat, s ezzel összhangban elküldi pozícióját a rádiós irányítóközpontnak (ETCS);
- A vonat a mozgási engedélyét, valamennyi pályakarakterisztikát, a statikus sebességprofilokat és a távolságadatokat GSM-R átvitellel kapja (ETCS).

Főbb pályamenti funkciók:
- Az egyéni mozgási engedély meghatározása a jelzési és biztosítóberendezési rendszer alapján – minden vonatra külön-külön (ETCS);
- A mozgási engedély és az infrastruktúra adatok átvitele minden vonatra külön-külön (ETCS);
- Biztosítóberendezési funkciók a berendezések vezérléséhez (pl. váltók, esetleges jelzők);
- Központi irányítási funkciók, „hálózatmenedzsment”;
- Valamennyi ERTMS/ETCS-felszereltségű és az adott RBC-körzeten belül azzal közlekedő vonat ismerete egyéni azonosítójuk alapján (ETCS);
- Valamennyi az adott RBC-körzetben közlekedő felügyelt vonat pozíciójának folyamatos követése (ETCS),
- Vonatok irányításának átadása RBC-k között, azok határainál (ETCS).

Az ETCS 2-es szintje jobb szolgáltatási minőséget jelent a folyamatos átvitelnek köszönhetően. A pályamenti infrastruktúra redukciója lehetővé teszi a költségek, leginkább a fenntartási költségek csökkentését. Hátrányként megemlítendő a nagyságrendileg nagyobb kiépítési költség és, hogy hosszú távon a hagyományos és ETCS-rendszerek közös üzemeltetése magas (közös) életciklus költséget eredményezhet.

### ETCS 3-as szint

Az ETCS 3-as szint működése

Az ETCS jelenlegi legmagasabb szintje. Jellemzője a folyamatos sebességfelügyelet, a rádiós vonatbefolyásolás és a mozgóblokk-rendszer. Kiemelendő, hogy a vonatintegritás, vonategység felügyeletében immár meghatározó szerepet játszik maga a jármű. Ezáltal a pályamenti költséges berendezések (sínáramkörök, tengelyszámlálók) felszámolhatóak, a kapcsolódó berendezések egyszerűsíthetőek. 3-as szinten a vonatok – egy az ERTMS/ETCS-specifikáción kívül eső külső egységen keresztül – folyamatosan figyelemmel kísérik a vonatintegritást, és ennek eredményéről információt küldenek az RBC-nek. Ahogy az a fedélzeti vonatintegritás felügyelő rendszerelemnél látható, a vonatintegritás külső eszközzel való, de interoperábilis felügyelete egyszerűen megoldható zárt motorvonatok esetén, ám annál bonyolultabb hosszú tehervonatok esetén.
Az alap itt is a 2-es szinten már említett GSM-R-en keresztüli pálya–jármű-kommunikáció, és a balízok pontszerű jelfeladása, leginkább helymeghatározás céljából. Az RBC információkkal látja el a vonatokat, emellett folyamatosan figyelemmel kíséri azokat saját azonosítójukon keresztül. Ezen a szinten pályamenti jelzőkre már egyáltalán nincsen szükség, valamennyi információközlés alapja a rádiókommunikáció. Tekintve, hogy egyre nagyobb feladat hárul a fedélzetre, az ETCS 3-as szintje jellemzően zárt pályás, nagysebességű vonalakon alkalmazható, ahol a járműállomány homogenitása biztosítható. A teljes rendszer feladatainak megoszlása itt a következő:

#### Főbb funkciói
Főbb fedélzeti funkciók:
- A legkorlátozóbb érték kiválasztása a különböző engedélyezett sebességek közül (ETCS);
- Dinamikus sebességprofil számítása, figyelembe véve a vonat futási/fékezési karakterisztikáit (ETCS);
- Az aktuális és az engedélyezett sebesség összehasonlítása, a fékberendezés működtetése, amennyiben szükséges (ETCS);
- A vezető tájékoztatása, információellátás (ETCS);
- A vonat fogadja a balízinformációkat, s ezzel összhangban elküldi pozícióját a rádiós irányítóközpontnak (ETCS);
- A vonat a mozgási engedélyét, valamennyi pályakarakterisztikát, a statikus sebességprofilokat és a távolságadatokat GSM-R átvitellel kapja (ETCS);
- A vonat maga felügyeli a vonatintegritást (külső funkció, nem része az ERTMS/ETCS-nek), és erről informálja az RBC-t (ETCS).

Főbb pályamenti funkciók:
- Az egyéni mozgási engedély meghatározása minden vonatra külön-külön (ETCS);
- A mozgási engedély és az infrastruktúra adatok átvitele minden vonatra külön-külön (ETCS);
- Biztosítóberendezési funkciók a berendezések vezérléséhez (pl. váltók);
- Központi irányítási funkciók, „hálózatmenedzsment”;
- Valamennyi ERTMS/ETCS-felszereltségű és az adott RBC-körzeten belül azzal közlekedő vonat ismerete egyéni azonosítójuk alapján (ETCS);
- Valamennyi az adott RBC-körzetben közlekedő felügyelt vonat pozíciójának folyamatos követése (ETCS);
- Főként a vonatoktól kapott információk alapján kezelni a „vágányutak” lezárásával és feloldásával kapcsolatos feladatokat (ETCS),
- Vonatok irányításának átadása RBC-k között, azok határainál (ETCS).

## A mozgóblokk-rendszer

### Előzmények
Folyamatos jelfeladás sínáramkörökkel:
Ekkor a pályaoldalon egy generátor folyamatos, adott frekvenciájú jelet szolgáltat (nálunk 75 Hz). Az ún. ütemadó az elkövetkező jelző jelzési képe által meghatározott jelzési parancsnak megfelelően vezérli az ütemkövetőt, amely a folyamatos jelet a jelzési parancs által meghatározott ütemben szaggatja.
Ezt a sínszálban (mint fémes vezetőben) futó kódolt jelet veszi az antenna (általában kettő), amely a mozdony menetirány szerinti elején található a vezetőfülke alatt. Az adat azután továbbítódik egy fedélzeti dekódoló biztonsági processzor felé. Az engedélyezett sebesség összehasonlításra kerül az aktuális sebességgel, s ha az az engedélyezett sebességet túllépi, a berendezés figyelmeztet, majd fékezést kezdeményezhet.
A vonatbefolyásoláshoz szükséges adat tehát kódolt sínáramkörökön keresztül jut a pályától a járműre. Ez, mint folyamatos vonatbefolyásolás ismert, mivel az információ minden időben a vonatra jut. Mindazonáltal megvannak a maga korlátai: hosszabb térközökben jelveszteség lép fel, és ez csökkenti az áramkör hasznos hosszát. A berendezés drága, érzékeny az időjárásra, elektromos interferenciára, veszélyezteti a rongálás, vandalizmus, lopás. Ezen túlmenően az elavulttá vált technológiai alapok miatt az ilyen jellegű berendezések fejlesztése az ETCS megjelenésével párhuzamosan mindinkább elhalt, az alkatrész utánpótlás nehézkessé vált.

#### Pontszerű vonatbefolyásolás
Több előbb említett hátrányon is felülkerekedhetünk, ha pontszerű jelfeladást vezetünk be.  Ez a pálya meghatározott részén balízok telepítésével valósítható meg.
A legismertebb rendszer az ADTranz-é, ahol általában két balíz helyezkedik el egymás mögött. Az egyik közli a vonattal a pozíciót (fix), a másik az előrébb lévő térköz állapotáról nyújt (változó) információt. Az adatfeldolgozás és a többi vonatvédelmi funkció hasonlít a folyamatosnál említetthez.

#### Pontszerű jelfeladás
Példaként nézzük az alábbi ábrát. A képen a vörös A2-es jelző balíza az A1-es jelző előtt helyezkedik el, s ad parancsot a megállásra a közeledő vonatnak. A 2-es vonat itt megkapja a megállási parancsot, s megáll, mielőtt elérné az A3-as jelző balízát.
Közlekedés pontszerű jelfeladás esetén /1
A következő ábrán: a vonat megállt az A2-es jelző előtt, és vár amíg az 1-es vonat kihalad az A2-es térközből, s a jelző továbbhaladást engedélyező állásba kerül. A valóságban persze ekkor nem történik semmi, mivel a mozdonyvezetőnek kell alapba állítania a rendszert, hogy elindulhasson. Ezért ez a típusú vonatbefolyásolás csak manuális vezérlésű rendszereknél alkalmazható.
Közlekedés pontszerű jelfeladás esetén /2
Közbenső frissítés:
Komoly hátránya a pontszerű rendszereknek, hogy amikor egy vonat egy megállásra vonatkozó előjelző üzenetet megkapott, akkor azt megőrzi egészen addig, amíg egy másik balízt meg nem halad, vagy meg nem áll. Ez azt jelenti, hogy amennyiben a következő térköz kiürül mielőtt a 2-es vonat megállna, s a jelző vált, a vonat továbbra is a megállj üzenetnek megfelelően közlekedik, és meg is áll, jóllehet már nem kellene. Miért, kérdezhetnénk, miért nem érvényteleníti a mozdonyvezető a megállító üzenetet, ahogy a megállás után tenné, amikor a jelző szabadra váltott? Ha a vezető érvényteleníthetné a megállító üzenetet miközben a vonat mozog, akkor biztonsági szempontból semmivel nem érnénk többet a rendszer használatával. A vonatvédelem „létfontosságú” (fail-safe), és nem engedhető meg olyan emberi beavatkozás, amely hatékonyságát, és főként biztonságát csökkentené.
Ahhoz, hogy elkerülhessék a felesleges megállást, egy közbenső (infill) balízt szerelnek fel. Ez frissíti a vonat információit, ahogy közelít a megállási ponthoz, s visszavonja a megállási parancsot, ha a jelzés ezt megengedi. Amennyiben az szükséges, akkor több kitöltő balíz is felszerelhető.
Közbenső balíz alkalmazása kitöltő információ továbbítására

### A teória
Ahogy a rendszerek fejlődtek, számos finomítás történt, de a legutóbbi időkben a hangsúly a fix blokkokkal történő szakítást támogató elképzelések felé tolódott. A fix blokkoktól való megszabadulásnak megvan az az előnye, hogy változtatható a vonatok közötti követési távolság, aktuális és egymáshoz képesti sebességük függvényében. Ez meglehetősen hasonlít az autópályákon megfigyelhető sebességválasztási szabályokhoz: nem szükséges teljes féktávra követni az előttünk haladó autót, hiszen az nem fog hirtelen egy helyben megmerevedni. Ha ugyanolyan sebességgel haladunk, mint ő, akkor elméletben közvetlenül mögötte haladhatunk, és ha fékez, mi is azt tesszük. Amennyiben hagyunk még pár métert a féklámpa kigyulladását követő reakcióidő és az eltérő fékhatás miatt, a dolog működik.
Noha tudjuk jól, hogy elég néhány látványos ütközés az autópályán ahhoz, hogy megcáfolja e teóriát a közúti közlekedésben, a vasutak sokkal inkább szabályokhoz kötött világában azért megvan a valóságalapja, főként ha teljes biztonságú féktávolságot alkalmazunk.

#### A mozgóblokk-teória
A fenti ábrán látható, hogy feltéve, hogy mindegyik vonat azonos sebességgel halad, mint az első, s mindegyik ugyanolyan fékhatással is rendelkezik, akkor elméletben néhány méterre követhetik egymást. Némi teret engedve a reakcióidőnek és a kisebb eltéréseknek, a vonatok 50 km/h-s sebességnél kb. 50 méter távolságra követhetnék egymást. Nos ez helytálló az elméletben, de nem a gyakorlatban!
Mozgó blokkos ETCS-üzletiprojekt még nem indult sehol a világon. Ráadásul az ETCS-specifikációs folyamat közepén (vö. specifikációk), az 1998. június 3-án bekövetkezett németországi Intercity Express-vonatbaleset alapjaiban rendítette meg a mozgóblokk-teória követési távolságára vonatkozó eddigi elképzeléseit.
Az 1990-es években a mérnöki pontosság, a kényelem és a feltétlen biztonság jelképévé vált a német InterCity Express (ICE). A kedvező kép azonban egy pillanat alatt szertefoszlott, amikor egyik szerelvénye Eschede városka határában 400 utassal a fedélzetén kisiklott, és nekirohant egy közúti felüljáró tartópillérének. A vagonok a felismerhetetlenségig összegyűrődtek, az ütközés erejétől megrongálódott híd darabjai a roncsok közé zuhantak. 101 ember az életét vesztette. A korabeli sajtó szerint „a mindent beszabályozni, a minden emberit és véletlent kiiktatni szándékozó hi-tech fájdalmas kudarcának tanúja volt a szerencsétlenség helyszíne”. A korábbi találgatásokkal szemben a baleset oka az volt, hogy a motorkocsit követő első vagon kerekének eltörött az acélabroncsa.

#### Azeschedei vonatszerencsétlenségés kihatása a mozgóblokk-teóriára
A tragédia kapcsán újfent világossá vált, hogy egészen apró hiba is hatalmas károkat okozhat. Tökéletes rendszer nincs, és beigazolódott, hogy rendkívüli esetben egy szerelvény métereken belüli megállására is fel kell készülni, akár 300 km/h-s sebességről is! Így két vonat között a biztonságos féktávolság minden körülmények közötti fenntartása alapkövetelmény maradt.
Amit mindenesetre ezután is érdemes megfontolni, az a blokkok helyének és hosszának a vonat helyével és sebességével megegyezően történő megválasztása. A fix kiosztás helyett mozgathatóvá kell tenni a térközöket. Ez a fajta rugalmasság ugyanakkor – hogy a vonat helyét, sebességét és irányát felügyelhessük, illetve, hogy közöljük a vonattal a megengedhető sebességet – sokkal inkább a rádióátvitelt követeli meg, mintsem a hagyományos sínáramköröket.

### Mozgó blokk és rádióátvitel
Mozgó blokkal kiépített pályán a vonalat általában régiókra, körzetekre osztják, ahol minden körzet egy számítógép irányítása alatt áll, s mindegyiknek megvan a maga rádiós átviteli rendszere. Minden vonat továbbítja azonosítóját, helyét, irányát és sebességét a körzeti számítógépnek, amely elvégzi a szükséges számításokat a biztonságos közlekedtetés fenntartásához, és közli a menetengedélyeket a vonatokkal.

#### Mozgó blokkos rádiókörzetek
Felhívjuk a figyelmet, hogy az alábbiakban leírtak a mozgó blokkos üzemet kivéve megfelelnek a 2-es szinten lebonyolított rádiókommunikációnak is!
A rádiókapcsolat a vonatok és a körzeti számítógép között folyamatos, így a számítógép mindenkor ismeri valamennyi, a körzetben tartózkodó vonat pozícióját. Minden vonattal közli az előtte haladó vonat pozícióját és elküld egy fékgörbét, ami megakadályozza, hogy beérje az előtte levő vonatot. Ennek eredményeként beszélhetünk dinamikus követési távolságról.
Egy fix blokk jellemvonás azért megmaradt – a teljes féktávolság követelménye két vonat között. Ez garantálja, hogy amennyiben a rádiókapcsolat megszűnik, az utolsó adat rögzül a követő vonatban, és emiatt megáll, mielőtt beérhetné a megelőző vonatot. Az autópálya stílusú víziója annak, hogy két 50 km/h-val közlekedő vonat között 50 méteres követési távolság legyen egyelőre túl távoli, pusztán virtuális valóság maradt a vasútüzemeltetők számára.
Ahogy láthattuk, mozgóblokk-rendszerben a vonatok folyamatosan közlik pozíciójukat a körzeti számítógéppel rádión keresztül. Továbbá minden vonat hitelesíti saját pozícióját a balízok segítségével, amik referenciapontként szolgálnak a vonat által a szenzorok alapján számolt pozícióhoz.
A vonatnak egyik körzetből a másikba történő „átengedését” szintén rádiókapcsolattal végzik mind a 2-es, mind a 3-as szinten, mégpedig rendszerint a két szomszédos körzeti számítógép közötti kapcsolat segítségével. A körzetek átfedik egymást, így amikor egy vonat először ér az új terület határára, az első körzet számítógépe felveszi a kapcsolatot a második körzet számítógépével, s figyelmeztetést küld annak, miszerint fogadja a hozzá érkező új vonat jeleit. Ugyanakkor a vonattal is közli, hogy változtassa meg rádiókódját, illeszkedve az új körzethez. Amikor azután az új körzet megkapta a vonattól annak azonosítóját, visszaigazolja az átvételt az első körzet felé, és az átengedés megtörtént.

#### Mozgó blokkos közlekedés a rádiókörzetek határán
A mozgóblokk rendszerű közlekedés másik fajtája, amikor is a helymeghatározó számítógép a fedélzeten található. Minden vonat tudja, hol van a többi vonathoz képest, és ennek megfelelően számítja és felügyeli a számára biztonságos sebességet. E rendszer előnye a kisebb pályamentiberendezés-igény, hátránya viszont az átvitelek számának jelentős növekedése. Emiatt csak kis forgalmú szigetszerű közlekedési területeken alkalmazható hatékonyan.

## ETCS-sel felszerelt vonalak
- 1999: MÁV és Osztrák Szövetségi Vasutak (ÖBB): Bécs–Budapest. Az első nemzetközi vonal, amelyen alkalmazták az ETCS-t.
- 2000: FS: Firenze Campo di Marte–Arezzo (ETCS Level 1)
- 2000: SNCF: Marles-en-Brie–Tournan (ETCS Level 1)
- 2001: BDZ: Szófia–Burgasz (ETCS Level 1)
- 2001: ÖBB: Bécs–Miklóshalma (ETCS Level 1)
- 2002: SBB: Zofingen–Sempach (ETCS Level 2)
- 2004: SBB: az új építésű Mattstetten - Rothrist és az átépített Solothurn - Wanzwil
- 2005: DB: Halle (Saale)/Lipcse–Jüterbog–Berlin (ETCS Level 2)
- 2006: RENFE: Madrid–Lleida (ETCS Level 1)
- 2007: Svájc:Lötschberg-bázisalagút (ETCS Level 2)
- 2009: ŽSR: Pozsony–Vágújhely (ETCS Level 1)

## ETCS Magyarországon

### Üzemelő szakaszok
- Kelenföld–Hegyeshalom (L1)[2]
- Békéscsaba–Lőkösháza (L1)[2]

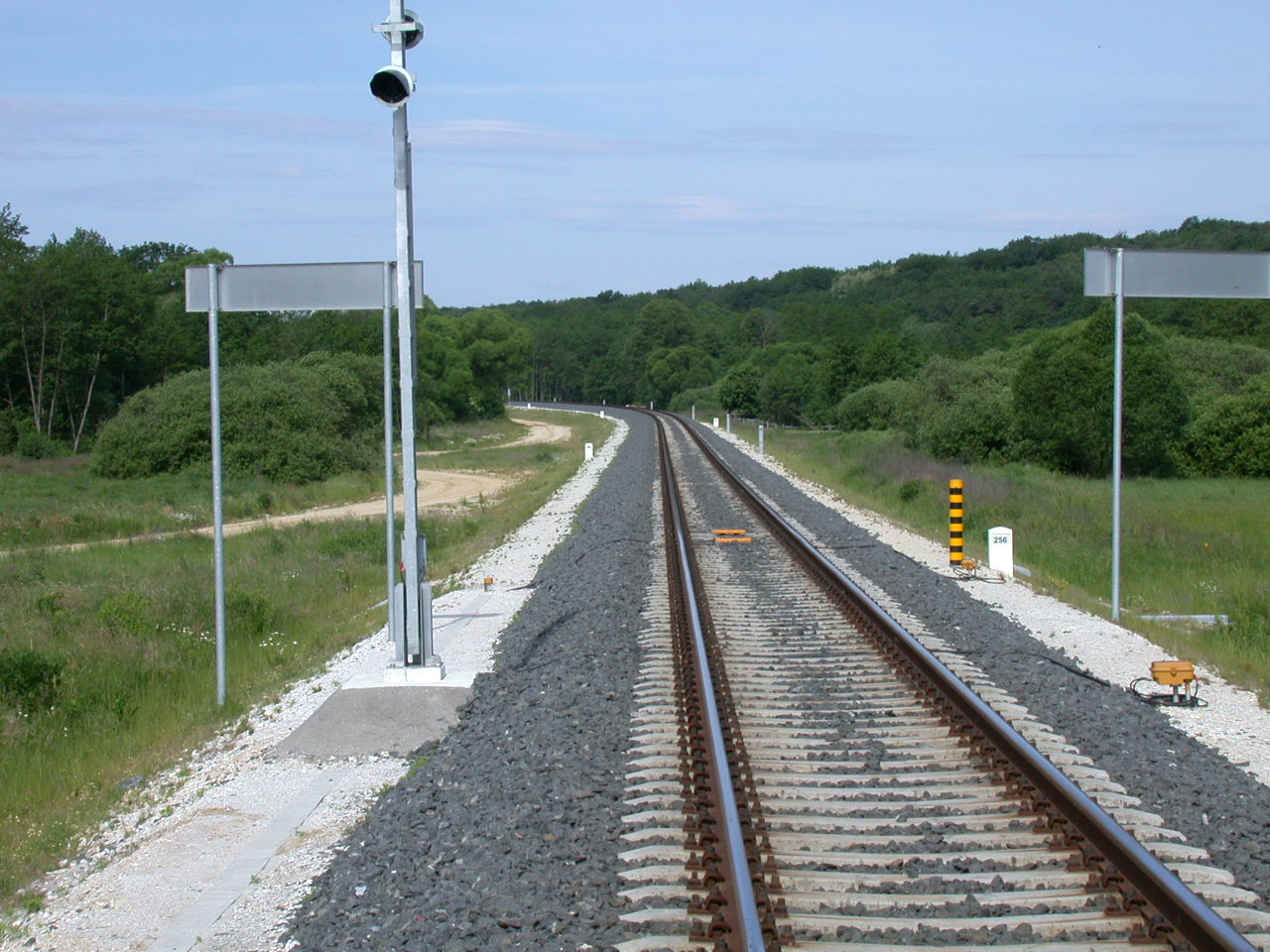
Balizok az őrségi vasúton

- Harka–Szombathely–Szentgotthárd (L2)[3]
- Ferencváros–Székesfehérvár (L2)[4][5]
- Budapest–Pusztaszabolcs (L2)[6]

### Tervezett szakaszok
- Szajol–Debrecen (L2)[7]
- Boba–Bajánsenye (L2)[8][9]
- Szajol–Lőkösháza[10]

### Jármű
- A MÁV V63 sorozatú mozdonyai közül 17 db jármű van felszerelve az ETCS mozdonyfedélzeti rendszerével. A MÁV, a GYSEV és a magánvasút társaságok vontatójárműveinek és motorvonatainak többségén mutatkozó számos alapvető technikai hiányosság miatt nem üzemeltethető be a közelmúltban felújított vasútvonalakon.[11]